# Seacology
Seacology ist eine internationale Umweltschutzorganisation, die sich dem Schutz von Inseln und ihren besonderen Inselkulturen widmet. 
Die Organisation geht davon aus, dass Inseln eine besonders reiche Flora und Fauna aufweisen, die z. T. besonders bedroht sind, u. a. durch Einschleppung fremder Pflanzen- und Tierarten und durch den Meeresspiegelanstieg infolge der globalen Erwärmung. 
Seacology (USA) wurde 1993 von Ken Murdock und dem Ethnobotaniker Paul Alan Cox gegründet. Der Sitz und die Geschäftsstelle befindet sich in Berkeley (Kalifornien). Seit 2007 existiert ein deutscher Zweig „Seacology Germany e.V.“ mit Sitz in Berlin. Eine weitere nationale Organisation gibt es in Japan. 
Dem Vorstand gehören Cox und Murdock sowie Michael Burbank, Gründer der Burbank Group, und Masayuki Kishimoto, Manager von Nu Skin International, an. Begleitet wird die Arbeit von einem „Scientific Advisory Board“ aus Experten auf dem Gebiet der Insel-Biodiversität, darunter Thomas Elmqvist von der Universität Uppsala, Robert K. Jansen, Professor für integrierte Biologie an der University of Texas und John McCosker, Professor für Meeresbiologie an der California Academy of Sciences. 
Der Verein arbeitet z. T. direkt mit Inselbewohnern zusammen und strebt sogenannte Win-win-Lösungen an. Dabei soll die Umwelt geschützt werden und die Bewohner sollen im Gegenzug einen angemessenen Gegenwert erhalten, z. B. durch den Bau einer Schule, eines Kindergartens oder einer Solaranlage.
Paul Cox und der Bürgermeister von Falealupo (Samoa) Fuino Senio erhielten 1997 für ihr Engagement zum Schutz des Waldes von Falealupo den Goldman Environmental Prize.

## Projekte
Der Verein realisiert seit 1993 verschiedene Projekte auf Inseln, z. B. auf den Galapagos-Inseln, in Papua-Neuguinea, Fidschi und Indonesien.
- Auf der zur indonesischen Inselgruppe Raja Ampat gehörenden Insel Waigeo haben neun Dörfer ein knapp 50.000 ha großes Meeresgebiet zur Schutzzone erklärt. Dafür erhalten die Dörfer eine Solaranlage zur Stromerzeugung, öffentliche Sanitäranlagen und befestigte Wege zur Trinkwasserstelle und zur Schule.
- Das Dorf Manamoc auf Palawan (Philippinen) erhält eine Solaranlage zur Stromversorgung von Schule und Krankenhaus und stellt dafür ein 107 ha großes Meeresgebiet unter Schutz.
- Ein CO2-Ausgleichs-Fonds soll den Kohlendioxid-Ausstoß von Autos und Flügen ausgleichen, da der Verkehr, vor allem der wachsende Flugverkehr, zum globalen Treibhauseffekt beiträgt.